# Archives départementales de la Martinique
 (novembre 2023).
Les archives territoriales de la Martinique sont un service du conseil territorial de la Martinique chargé de collecter, classer, conserver et communiquer au public les documents d'archives publiques et privés à caractère historique. 

## Historique
En 1827 fut créé un poste de secrétaire-archiviste de la colonie martiniquaise chargé de la conservation des archives. 
La loi du 19 mars 1946 entérina la départementalisation de la Guadeloupe, de la Martinique, de la Réunion et de la Guyane française. Les archives départementales furent alors mises en place en 1949 sur le modèle des autres services métropolitains.
Les premiers documents issus des archives de l’ancien gouvernement colonial de l’île et de la cour d’appel furent regroupés dans un bâtiment construit en 1973-1974 au Morne Tartenson. Le bâtiment, d’une capacité de 6 km linéaires d’archivage, saturé après 25 années de collecte, a fait l’objet, en 1998, d’une extension portant sa capacité de stockage à 20 km linéaires
En 2015, les archives départementales deviennent les archives territoriales de la Martinique à la suite de la fusion du conseil général et du conseil régional de de Martinique.

## Directeurs
- 1949-1951 : Michel Denieul[réf. souhaitée]
- 1952-1958 : Eugène Goyhenèche[réf. nécessaire]
- 1958-1963 : Jacques Senet[réf. nécessaire]
- 1963-1967 : Marie-Annick Blanc[réf. nécessaire]
- 1969- : Liliane Chauleau[réf. nécessaire]
- 2000-2019 : Dominique Taffin[réf. nécessaire]
- Depuis 2019 : Karole Fontaine[réf. nécessaire]

## Pour approfondir